# Isabella di Beaumont
Isabella di Beaumont (1320 circa – Leicester, 1361 circa) fu duchessa di Lancaster come prima moglie di Enrico Plantageneto.

## Biografia
Fu la decima dei figli del barone Enrico di Beaumont (il cui nonno paterno, Giovanni di Brienne, fu re di Gerusalemme e imperatore latino di Costantinopoli) e di sua moglie Alice Comyn.
Sposò Enrico Plantageneto, I duca di Lancaster, e fu madre di Matilde, contessa di Hainaut come moglie di Guglielmo di Wittelsbach, e di Bianca, che sposò Giovanni, figlio cadetto del re d'Inghilterra Edoardo III e capostipite della casa di Lancaster.
Morì di peste nel castello di Leicester verso il 1361 e fu sepolta a Newark.

## Ascendenza
|                                       |                                  |                                  | Genitori                |  |  | Nonni |  |  | Bisnonni            |  |  | Trisnonni            |  |
|                                       |                                  |                                  |                         |  |  |       |  |  | Giovanni di Brienne |  |  | Erardo II di Brienne |  |
|                                       |                                  |                                  |                         |  |  |       |  |  | Giovanni di Brienne |  |  | Erardo II di Brienne |  |
|                                       |                                  | Agnese di Montfaucon             |                         |  |  |       |  |  | Giovanni di Brienne |  |  |                      |  |
| Luigi di Brienne                      |                                  |                                  |                         |  |  |       |  |  | Giovanni di Brienne |  |  |                      |  |
|                                       |                                  | Berenguela di León               | Alfonso IX di León      |  |  |       |  |  |                     |  |  |                      |  |
|                                       |                                  | Berenguela di León               | Alfonso IX di León      |  |  |       |  |  |                     |  |  |                      |  |
|                                       |                                  | Berenguela di León               | Berenguela di Castiglia |  |  |       |  |  |                     |  |  |                      |  |
| Enrico di Beaumont                    |                                  | Berenguela di León               |                         |  |  |       |  |  |                     |  |  |                      |  |
|                                       |                                  | Raoul VIII, Visconte de Beaumont | …                       |  |  |       |  |  |                     |  |  |                      |  |
|                                       |                                  | Raoul VIII, Visconte de Beaumont | …                       |  |  |       |  |  |                     |  |  |                      |  |
|                                       |                                  | Raoul VIII, Visconte de Beaumont | …                       |  |  |       |  |  |                     |  |  |                      |  |
| Agnés de Beaumont                     |                                  | Raoul VIII, Visconte de Beaumont |                         |  |  |       |  |  |                     |  |  |                      |  |
|                                       |                                  | Agnes de la Fleche               | …                       |  |  |       |  |  |                     |  |  |                      |  |
|                                       |                                  | Agnes de la Fleche               | …                       |  |  |       |  |  |                     |  |  |                      |  |
|                                       |                                  | Agnes de la Fleche               | …                       |  |  |       |  |  |                     |  |  |                      |  |
| Isabella di Beaumont                  |                                  | Agnes de la Fleche               |                         |  |  |       |  |  |                     |  |  |                      |  |
|                                       | Alexander Comyn, conte di Buchan | …                                |                         |  |  |       |  |  |                     |  |  |                      |  |
|                                       | Alexander Comyn, conte di Buchan | …                                |                         |  |  |       |  |  |                     |  |  |                      |  |
|                                       | Alexander Comyn, conte di Buchan | …                                |                         |  |  |       |  |  |                     |  |  |                      |  |
| Alexander Comyn, Sceriffo di Aberdeen | Alexander Comyn, conte di Buchan |                                  |                         |  |  |       |  |  |                     |  |  |                      |  |
|                                       |                                  | Elizabeth de Quincy              | …                       |  |  |       |  |  |                     |  |  |                      |  |
|                                       |                                  | Elizabeth de Quincy              | …                       |  |  |       |  |  |                     |  |  |                      |  |
|                                       |                                  | Elizabeth de Quincy              | …                       |  |  |       |  |  |                     |  |  |                      |  |
| Alice Comyn                           |                                  | Elizabeth de Quincy              |                         |  |  |       |  |  |                     |  |  |                      |  |
|                                       |                                  | William le Latimer               | …                       |  |  |       |  |  |                     |  |  |                      |  |
|                                       |                                  | William le Latimer               | …                       |  |  |       |  |  |                     |  |  |                      |  |
|                                       |                                  | William le Latimer               | …                       |  |  |       |  |  |                     |  |  |                      |  |
| Joan le Latimer                       |                                  | William le Latimer               |                         |  |  |       |  |  |                     |  |  |                      |  |
|                                       |                                  | Alicia Ledet                     | …                       |  |  |       |  |  |                     |  |  |                      |  |
|                                       |                                  | Alicia Ledet                     | …                       |  |  |       |  |  |                     |  |  |                      |  |
|                                       |                                  | Alicia Ledet                     | …                       |  |  |       |  |  |                     |  |  |                      |  |
|                                       |                                  | Alicia Ledet                     |                         |  |  |       |  |  |                     |  |  |                      |  |